# Sabí (poeta)
Sabí, en llatí Sabinus, fou un poeta amic i contemporani d'Ovidi, que menciona en dos passatges de les seves obres.
Va escriure respostes a sis de les anomenades Epistulae Herodium d'Ovidi. També Ovidi dona notícies de dues obres més una d'elles probablement un poema èpic de nom Trezè amb la vida i aventures de Teseu. Hauria viscut a la segona meitat del segle i aC i sembla que ja era mort l'any 15, ja que Ovidi, en un Epístola escrita aquell any, menciona la seva mort.